# Elecciones federales de Canadá de 1878
La elección federal canadiense de 1878 se llevó a cabo el 17 de septiembre para elegir a miembros de la Cámara de los Comunes canadiense del 4.º Parlamento de Canadá. Resultó en el final del gobierno liberal del primer ministro Alexander Mackenzie después de sólo un mandato. Canadá sufrió una depresión económica durante el período de Mackenzie, y su partido fue castigado por los votantes por ello. La política de libre comercio de los liberales también perjudicó su apoyo al establecimiento de negocios en Toronto y Montreal.
Sir John A. Macdonald y su partido Conservador / Liberal-Conservador fueron devueltos al poder después de haber sido derrotados cinco años antes en medio de escándalos por la construcción del Ferrocarril Canadiense del Pacífico.

## Resultados electorales
|         |                           |                     |                   |         |         |         |              |              |              |
| Partido | Partido                   | Líder               | No. de Candidatos | Escaños | Escaños | Escaños | Voto popular | Voto popular | Voto popular |
| Partido | Partido                   | Líder               | No. de Candidatos | 1874    | Elegido | Cambio  | #            | %            | Cambio       |
|         | Conservador               | John A. Macdonald   | 101               | 38      | 85      | +118.4% | 143,192      | 26.28%       | +7.80pp      |
|         | Liberal-Conservador       | John A. Macdonald   | 60                | 26      | 49      | +76.9%  | 85,999       | 15.78%       | +3.50pp      |
|         | Liberal                   | Alexander Mackenzie | 121               | 126     | 63      | -54.8%  | 180,074      | 33.05%       | -7.74pp      |
|         | Independiente             |                     | 11                | 4       | 5       | +25%    | 14,783       | 2.71%        | -0.48pp      |
|         | Independiente Conservador |                     | 2                 | 2       | 2       | -       | 1,001        | 0.18%        | -0.76pp      |
|         | Desconocido               |                     | 117               | -       |         |         | 114,043      | 20.93%       | -1.93pp      |
|         | Independiente Liberal     |                     | 4                 | 1       | 1       | +100%   | 5,388        | 0.99%        | -            |
|         | Conservador Nacionalista  |                     | 1                 | *       | 1       | *       | 401          | 0.07%        | *            |
| Total   | Total                     | Total               | 417               | 197     | 206     | +3.6%   |              | 100.0%       | -            |

Aclamaciones
Los siguientes miembros del Parlamento fueron elegidos por aclamación;
- Columbia Británica: 1 Conservador, 1 Liberal-Conservador
- Manitoba: 2 conservadores, 1 liberal-conservador
- Quebec: 1 Conservador, 2 Liberal-Conservadores, 1 Liberal
- Nuevo Brunswick: 1 Liberal, 1 Independiente

### Resultados por provincia
| Partido           | Partido                   | Partido       | BC   | MB   | ON   | QC   | NB   | NS   | PE   | Total |
| ----------------- | ------------------------- | ------------- | ---- | ---- | ---- | ---- | ---- | ---- | ---- | ----- |
|                   | Conservador               | Escaños:      | 1    | 2    | 37   | 33   | 1    | 8    | 3    | 85    |
| Voto popular (%): | Conservador               | -             | 49.6 | 25.5 | 35.0 | 5.9  | 21.7 | 31.6 | 26.3 |       |
|                   | Liberal-Conservador       | Escaños:      | 2    | 1    | 23   | 12   | 3    | 6    | 2    | 49    |
| Voto (%):         | Liberal-Conservador       | 39.6          | -    | 15.8 | 13.2 | 14.3 | 22.7 | 12.0 | 15.8 |       |
|                   | Liberal                   | Escaños:      | 2    |      | 27   | 17   | 9    | 7    | 1    | 63    |
| Voto (%):         | Liberal                   | -             |      | 36.3 | 21.7 | 48.2 | 34.9 | 37.2 | 33.1 |       |
|                   | Independiente             | Escaños:      | 1    |      | 1    | 1    | 2    | -    |      | 5     |
| Voto (%):         | Independiente             | 12.2          |      | 1.5  | 1.6  | 13.1 | 4.3  |      | 2.7  |       |
|                   | Independiente Conservador | Escaños:      |      | 1    |      | 1    |      |      |      | 2     |
| Voto (%):         | Independiente Conservador |               | 50.4 |      | 0.7  |      |      |      | 0.2  |       |
|                   | Desconocido               | Escaños:      |      |      |      |      |      |      |      |       |
| Voto (%):         | Desconocido               | 48.2          |      | 19.9 | 27.4 | 14.8 | 14.7 | 19.3 | 20.9 |       |
|                   | Independiente Liberal     | Escaños:      |      |      |      |      | 1    | -    |      | 1     |
| Voto (%):         | Independiente Liberal     |               |      | 1.0  |      | 3.7  | 1.7  |      | 1.0  |       |
|                   | Nacionalista Conservador  | Escaños:      |      |      |      | 1    |      | -    |      | 1     |
| Voto (%):         | Nacionalista Conservador  |               |      |      | 0.3  |      |      |      | 0.1  |       |
| Total Escaños     | Total Escaños             | Total Escaños | 6    | 4    | 88   | 65   | 16   | 21   | 6    | 206   |

| ↓           |         |       |
| 134         | 63      | 9     |
| Conservador | Liberal | Otros |